# Tremezzo
Tremezzo este o comună din provincia Como, Italia. În 2011 avea o populație de 1,259 de locuitori.

## Demografie
Format:Demografia/Tremezzo